# Phlebotomus canaaniticus
Phlebotomus canaaniticus är en tvåvingeart som beskrevs av Saul Adler och Oskar Theodor 1931. Phlebotomus canaaniticus ingår i släktet Phlebotomus och familjen fjärilsmyggor. Inga underarter finns listade i Catalogue of Life.